# Kaste
Kaste (portugiesisch/spanisch casta „Rasse“, von lateinisch castus „rein“) bezeichnet in der Ethnologie und Soziologie ein vorrangig aus Indien bekanntes und religiös begründetes und legitimiertes soziales Phänomen der hierarchischen Einordnung und Abgrenzung gesellschaftlicher Gruppen. Heute wird es zunehmend als ein umfassendes System zur sozialen Unterdrückung gesehen.
Die Einteilung nach Sozialstrukturen betrifft vor allem Status, Heirat und Arbeitsteilung. Die Bezeichnung wird aber auch umgangssprachlich oder soziologisch allgemein benutzt und auf einzelne Gruppierungen anderer und auch moderner Gesellschaften angewandt. 
Ein Kastenwesen im eigentlichen Sinne findet sich insbesondere in Indien und Nepal, auf den Inseln Sri Lanka und Bali, sowie bei der ethno-religiösen Gruppe der Jesiden.

## Indien

### Entstehung und Alter des Kastensystems

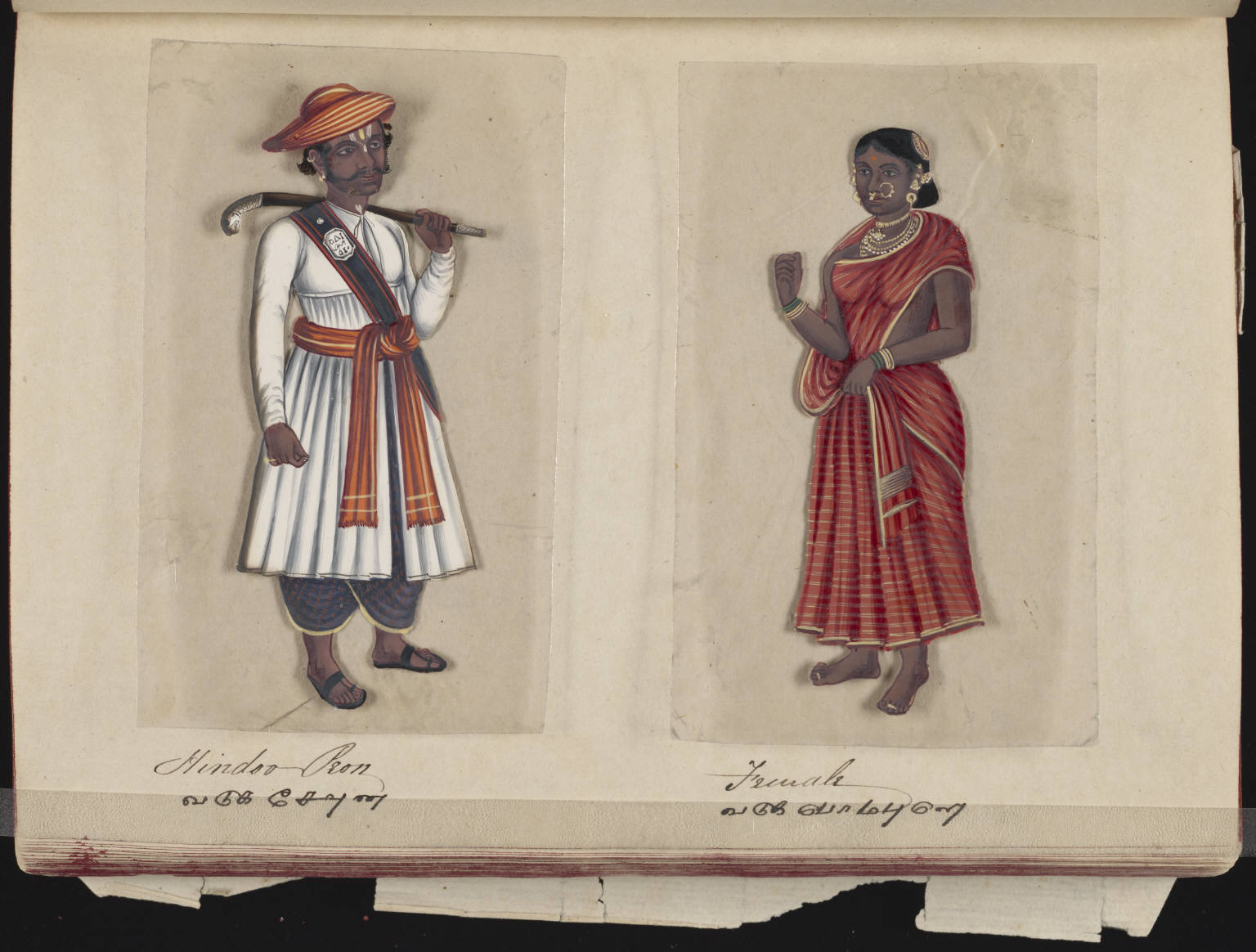
Eine Seite einer Handschrift von 1837, in der „72 Arten von Kasten in Indien“ illustriert werden. Dargestellt sind Männer und Frauen aus der Gegend von Madurai.

Die Herausbildung des indischen Kastensystems fand nach lange gängiger Einschätzung bereits im 2. Jahrtausend v. Chr. statt, als das Rigveda entstand. In der Anfangsphase des Rigveda werden zwei Gruppen (Varnas, Sanskrit „Farbe“) nach hellerer und dunklerer Hautfarbe unterschieden. In späteren Texten des Rigveda wird die hellere Gruppe in die drei Schichten Brahma (Priester), Kshatra (Krieger) und Vis (gemeines Volk) eingeteilt.
Einer 2013 veröffentlichten und auf genetischen Untersuchungen beruhenden Studie über 73 indische Kasten zufolge jedoch gab es ursprünglich in Indien zwei getrennte genetische Gruppen: die Ancestral South Indians (ASI) im Süden von Indien und die Ancestral North Indians (ANI) im Norden, die mit den Bewohnern Zentralasiens, den Kaukasiern und den Europäern verwandt sind. Vor 4.200 Jahren begannen sich diese beiden Großgruppen zu vermischen. Dieser Prozess der Vermischung stoppte erst wieder vor 1.900 Jahren und es wurde üblich, nur noch endogam, also innerhalb von Gruppen, zu heiraten. Dieses endogame Heiratsverhalten innerhalb abgrenzbarer Gruppen bietet auch eine Erklärung für das gruppenspezifisch hohe Auftreten bestimmter Erbkrankheiten in Indien. Genetisch lässt sich damit die Zeit der Durchsetzung des Kastensystems relativ genau eingrenzen; die vorherige sehr lange Phase weitgehender Vermischung umfasste praktisch alle Regionen, Gruppen und Kasten Indiens, unter Einschluss abgeschiedener tribaler Gruppen. Eine weitere Studie kam zur Auffassung, dass sich die Durchsetzung des Kastensystems auf das – relativ späte – Zeitalter des Guptareiches eingrenzen lasse, welches sich dazu vermutlich auf brahmanische Vorstellungen berief. Sie sei in den oberen Kasten recht schnell und in allen Gebieten des Reiches erfolgt, was auf eine politische Anordnung hindeute.

### Kastenwesen und Kolonialismus
Das Kastensystem gilt als eine ideale und althergebrachte, theoretische Ordnung. Historisch ging es jedoch auch eine Querverbindung mit dem kolonialisierten und sich modernisierenden Indien ein. Unter dem Generalgouverneur Warren Hastings verfuhren die Briten nach der Annahme, dass es politisch klug wäre, die Inder gemäß deren eigenen Gesetzen zu regieren, dies setzte aber voraus, dieses indische Recht erst einmal zu erfassen und festzuhalten. Um dies zu tun, baten die Briten englischsprachige Brahmanen um ihre Mithilfe, die bei der Ausarbeitung eines Rechtes mitwirkten, das von den Briten für althergebracht gehalten wurde, in vielerlei Hinsicht aber auf Missverständnissen beruhte. So beriefen sich die Brahmanen auf ihre Bücher des Dharmasastra, die unter Rückgriff auf die Veden die Ausarbeitung und Anwendung des Begriffs Dharma regelten, dessen komplexe Bedeutung die Briten aber nicht ansatzweise verstanden. Sie hielten Textaussagen der Dharmasastras für unmittelbar anwendbares religiöses Recht, das für alle Hindus verbindlich war, stattdessen handelte es sich oft eher um ein Feld von theoretischen Annahmen und Überlieferungen mit bisher begrenzter praktischer Bedeutung, die von Hindus unterschiedlich beachtet wurden. Zwar war historisch oft im Namen solcher Texte Recht geübt worden, aber regional eben sehr unterschiedlich gemäß verschiedener Traditionen verschiedener Gruppen. Im Lauf der Zeit wuchs das Misstrauen der Briten gegen ihre an den Gerichten als Berater (sog. Panditas, Pandits) beschäftigten Brahmanen und sie entfernten diese und setzten auf die Fortentwicklung der bereits erreichten Präzedenzfälle durch Juristen, ein Einfluss auf das indische Recht besteht jedoch noch heute. Die Einrichtung dieser kolonialen Gerichte (und anderer Institutionen) erlaubte die Ausdehnung des hierarchischen Denkens der Brahmanen auf periphere Gegenden, wo es zuvor eine geringere Rolle gespielt hatte, insgesamt trug die koloniale Modernisierung des Landes dazu bei, das zuvor regional verwurzelte Kastenwesen von seinen territorialen Einschränkungen zu befreien.
Nach postkolonialistisch orientierter Lesart hat sogar erst der Kontakt mit den Kolonialherren und deren Versuche, die indische Gesellschaft einerseits zu verstehen und andererseits zu beherrschen, dem Kastensystem seine umfassende und gesellschaftsdurchdringende Bedeutung verliehen; das Kastensystem als zentrales Ordnungsmerkmal sei also weniger indisch als gedacht, sondern ohne den Kolonialismus in der heute bekannten Form nicht denkbar gewesen. Diese Sicht jedoch deckt sich nicht mit neueren Erkenntnissen, die das Entstehen von Kasten als abgegrenzten Heiratsgemeinschaften deutlich in vorkolonialer Zeit sehen. Genetische Analysen konnten tatsächlich nachweisen, dass strenge Endogamie in vielen indischen Gruppen seit sehr langer Zeit – bis zu Jahrtausenden – dominant gewesen sein muss und zu Flaschenhals-Effekten führte; Indien besteht insofern genetisch aus vielen voneinander getrennten Teilpopulationen. Dazu passt, dass bereits vor-europäische Quellen und Quellen aus der Frühzeit europäischer Kontakte mit Indien Hinweise auf damals bereits gesellschaftsbestimmende hierarchische Kastenvorstellungen geben. Wie immer der Einfluss der Kolonialherren zu bewerten ist, welches Bild sie sich von Indien machten und welche Herrschaftsmechanismen sie nutzten, sie fanden so etwas wie Kasten bereits vor.
Allerdings interagierten sie dann mit der vorgefundenen Gesellschaft. Brahmanen und schriftnahe Gruppen stellten sich schnell auf die Kultur der neuen Herren ein, sie wurden von den Briten in Verwaltung und Militär darum anfangs deutlich bevorzugt, was ihre Stellung stärkte. Der indische Aufstand von 1857 ging jedoch dann von Militäreinheiten aus, die sich gerade aus diesen bevorzugten Kasten rekrutierten, eine Erfahrung, die die Briten dazu bewog als Gegengewicht auch andere Gruppen zu fördern und im kolonialen Militär zu verwenden, was nun deren Aufstieg bewirkte. Die Schaffung überregionaler Märkte durch die Briten erlaubte Gruppen, die dort gefragte Produkte anbieten konnten, gleichfalls ökonomisch aufzusteigen, was auch manchen zuvor benachteiligten Kasten zugutekam, der relativen Position anderer – bislang bessergestellter – Gruppen aber schaden konnte. Durch Sanskritisierung (d.h Übernahme ursprünglich brahmanischer Bildungstraditionen) konnten die durch die Briten direkt und indirekt aufsteigenden Kasten den erworbenen Status nach außen verdeutlichen. Mit der unter den Briten in der Spätphase ihrer Herrschaft beginnenden demokratisierenden Verlagerung von Macht auf indische Bevölkerungsteile wurden Kastenidentitäten, von der Nationalbewegung ungewollt, eher noch wichtiger, weil sie die Akkumulation von Wählergruppen erlaubten, ein Widerspruch, der Eingang in die Politik des unabhängigen Indien nahm.
Die Briten beeinflussten also das Kastensystem, ebenso wie Brahmanen das Bild der Briten von Indien beeinflusst hatten. Diese Interaktionen jedoch rechtfertigen es nicht, das Kastensystem selbst als ein koloniales Konstrukt zu sehen: Brahmanen hätten in der indischen Geschichte seit dem Gupta-Reich die Herrschaftsideologie beeinflusst, ihr Zusammenspiel mit den Briten passe in dieses Muster. Historische Quellen für das Vorhandensein eines sozial ausgrenzenden Kastensystems vor dem Kolonialismus seien nicht zu übersehen, ebenso wie offenkundig sei, dass von den Briten geschaffene Bildungsinstitutionen sowohl höhere Kasten förderten, wie gleichzeitig das Kastensystem bekämpfende Sozialreformer aus untersten Kasten wie B.R. Ambedkar ausbildeten. Der Kolonialismus hätte insofern auf das Kastensystem unterschiedlich eingewirkt, es aber nicht erschaffen.

### Soziale Bedeutung
Die Kastenzugehörigkeit hat in Indien bis heute kulturelle und soziale Auswirkungen auf viele Lebensbereiche und kann das Verhalten der Kastenangehörigen in diesen Bereichen prägen.
Beruf und Partner: Noch heute bestimmt sie weitgehend, wenn auch längst nicht mehr ausschließlich, unter anderem die Partnerwahl (vgl. Endogamie) und die Berufswahl. Auf alles, was „roṭī aur beṭī“ (Hindi „Brot und Tochter“) betrifft, hat die traditionelle Gesellschaftsordnung weiterhin Einfluss. Eheschließungen werden zum großen Teil innerhalb der Kaste organisiert.
Gemeinsame Mahlzeiten: Waren früher grundsätzlich keine gemeinsamen Mahlzeiten erlaubt, weil Hochkastige das gemeinsame Mahl mit Niedrigkastigen als verunreinigend empfanden, ist heute besonders in urbaner Umwelt die traditionelle Trennung zwischen den einzelnen Gesellschaftsgruppen auch in diesem Bereich großteils aufgehoben. In ländlichen Gegenden dagegen finden sich die alten Strukturen noch fester verankert, obwohl ihnen auch hier nicht mehr absolute Gültigkeit zukommt.
Bedeutung heute: Das Kastensystem ist eine sehr differenzierte Gesellschaftsordnung, die auch eine gewisse Dynamik aufweist. Die Kriterien werden regional recht unterschiedlich gehandhabt, darum wäre es in vielen Fällen besser, von „Kastenwesen“ zu sprechen statt von einem „Kastensystem“.
Die Zuordnung einer Person zu einer Kaste sagt wenig über ihren Wohlstand aus. Es handelt sich weitgehend um eine Einteilung nach ritueller Reinheit und Aufgabenbereich, nicht jedoch um „Oberschicht“ oder „Unterschicht“, die sich nach finanziellen Kriterien richtet. Durch jahrhundertelange Ausbeutung findet sich Armut jedoch tendenziell mehr bei Shudras und Unberührbaren, obwohl auch brahmanische Familien, Angehörige der obersten Kaste, wirtschaftlich sehr schlecht gestellt sein können.

### Gliederung der Kasten
Gliederungsebenen: Beim „Kastensystem“ wird unterschieden in:
1. die vier Hauptkasten (Varna)
2. diese gliedern sich in Untergruppen (Jatis) auf

### Varna
Varna bedeutet „Klasse, Stand, Farbe“. Es gibt vier Varnas:
1. Brahmanen (traditionell die intellektuelle Elite, Ausleger heiliger Schriften (Veda), Priester)
2. Kshatriyas (traditionell Krieger und Fürsten, höhere Beamte)
3. Vaishyas (traditionell Händler, Kaufleute, Grundbesitzer, Landwirte)
4. Shudras (traditionell Handwerker, Pachtbauern, Tagelöhner)

Darunter stehen die „Unberührbaren“, auch Dalit (die „Niedergetretenen“), Paria oder Harijans genannt.
Traditionell nimmt man an, dass mit dem Begriff Varna die Hautfarbe gemeint war: je höher die Kaste, desto heller die Haut – worin sich die Volkszugehörigkeit der verschiedenen Einwanderer- bzw. Erobererwellen widerspiegele. Diese Theorie ist jedoch umstritten. Andere stellen den Begriff in Zusammenhang mit den „geistigen“ Farben der Gunas, den Qualitäten und Eigenschaften in Mensch und Natur. Diese Ansicht weist jeder Kaste eine bestimmte Farbe zu.
Das System der Varnas lässt sich als die geistig-ideologische Ebene des Kastensystems beschreiben, da es eine Legitimation für die gesellschaftliche Hierarchie bietet.
Im täglichen Leben geht es eher um die Jatis. Die Frage nach dem Ursprung ist ungeklärt, keine Institution und keine Schrift hat die Kastenordnung geschaffen oder verordnet. Historisch ist sie wahrscheinlich durch das Zusammenwachsen verschiedener Völker entstanden, die nun ein Gesamtsystem bilden.
Oft wird sie auf den Mythos des Purusha zurückgeführt, des göttlichen Urmenschen, aus dessen Körperteilen die ersten Kasten entstanden sein sollen (die erste aus dem Kopf, die zweite aus den Armen, die dritte aus den Schenkeln, die vierte aus den Füßen).

„Als sie den Purusha [Urmenschen] zerlegten, in wie viele Teile teilten sie ihn? Wie nannten sie seinen Mund, wie seine Arme, wie seine Schenkel, wie seine Füße? Sein Mund wurde zum Brahmanen, seine beiden Arme zum Krieger [Rajanya], seine beiden Schenkel zum Vaishya, aus seinen Füßen entstand der Shudra.“

Das Purushasukta ist die einzige Hymne im Rig Veda, in der die vier Varnas erwähnt werden. In den drei anderen Veden und den Upanishaden finden die Varnas kaum Erwähnung.
Wirklich ausformuliert wurden die Regeln des Kastensystems erst in der Manusmriti (zwischen 200 v. Chr. und 200 n. Chr. entstanden). Andere Hindu-Schriften akzeptieren das System als erstrebenswert, setzen sich aber auch immer wieder kritisch damit auseinander. Besonders das Mahabharata stellt es einerseits an unzähligen Stellen als wünschenswerte Institution dar, andererseits lehnen andere Aussagen im selben Epos die erbliche Gesellschaftshierarchie eindeutig ab.
Nach hinduistischer Vorstellung sind mit der Kastenzugehörigkeit bestimmte Pflichten (Dharma) verbunden. So ist es traditionelle Pflicht eines Kshatriya, in den Krieg zu ziehen, zu kämpfen und die Gesellschaft zu führen (vgl. Bhagavadgita), wogegen Brahmanen die Schriften studieren, lehren und den Vollzug der Riten sicherstellen sollen.
In der frühen vedischen Zeit war die Restriktion in Bezug auf Beruf und soziale Mobilität deutlich geringer. Eine Hymne des Rig Veda lautet:

„Ich bin Poet, mein Vater ist Arzt, meine Mutter füllt den Mahlstein auf.“

### Jati
Die Varnas gliedern sich in Hunderte von Jatis auf. Der Begriff leitet sich ab aus dem Begriff jan für „geboren werden“. Dies weist auf die Hauptbedeutung von Jati hin: „Geburtsgruppe“, auch im Sinne von Großfamilie oder Clan. Jatis sind somit die soziale und familiäre Dimension des Kastensystems und erinnern in gewissem Maße an die mittelalterliche Ständeordnung in Europa. Der Anthropologe Louis Dumont ging von etwa 2000 bis 3000 Jatis aus.
Die Kastenzugehörigkeit des Individuums wird durch die Geburt bestimmt, wobei Ein- oder Austritt nicht möglich sind. Die Jati dient neben der beruflichen auch der ethnischen, sozioökonomischen und kulturellen Differenzierung; sie verbindet eine Volksgruppe durch besondere, gemeinsame, sittliche Normen. Früher war damit eine strenge Heiratsordnung verbunden bei mehr oder weniger strenger Abschließung gegenüber anderen Jatis. In Indien sind heute alle durch das Kastenwesen bedingten Benachteiligungen gesetzlich verboten. Trotzdem ist das Kastenwesen aus dem praktischen Leben nicht völlig verschwunden, besonders da es noch heute wichtige soziale Aufgaben erfüllt. Die Jatis etwa haben in gewisser Weise auch die Funktion eines Sozialversicherungssystems, das in der kulturellen und sozialen Tradition verankert ist. So bieten sie etwa in den Millionenstädten für Arbeitsuchende aus anderen Gegenden des Landes oft die einzige Möglichkeit, Aufnahme, Nahrung und Hilfe zu finden, oder garantieren ein Überleben der Familie bei Arbeitslosigkeit und Krankheit.
Die soziale Mobilität innerhalb der Jati ist nicht sehr groß. Jedoch können bestimmte Jatis als ganze sozial aufsteigen, wie dies im 19. und 20. Jahrhundert unter dem Einfluss der britischen Kolonialherrschaft vor allem den Kaufmanns- und Schreiber-Jatis gelungen ist. In der Praxis kommen auch Abspaltungen sozial höher oder niedriger rangierender Teilpopulationen mit Bildung neuer Jatis vor. Die Jatis gliedern sich in Subjatis auf.
Den Aufstieg ganzer Jatis bezeichnete der indische Soziologe M. N. Srinivas als „Sanskritisierung“ (sanskritization). Jatis von niedrigem Rang übernehmen den Lebensstil, die Rituale und die Symbole höherer Jatis und steigen dadurch langfristig auf. Dabei werden nicht nur die Elemente der klassischen indischen Kultur übernommen, sondern parallel dazu auch westliche Symbole. Als Vorbilder dienen meist Jatis mit hohem wirtschaftlichen Status.
Wenn ein Inder wissen möchte, zu welcher Kaste ein anderer gehört, fragt man in Hindi nach der Jati oder im Englischen nach der community, aber nie nach der caste, da dieser Begriff zu viele unangenehme Konnotationen hat und die gesellschaftliche Relevanz eher in der Jati liegt. Den Begriff Varna würde man ebenso nicht verwenden.
„Unter den Unberührbaren in Indien gibt es überzeugende Belege, dass die Hindu-Doktrin, die die Dominanz einer Kaste gegenüber einer anderen legitimieren soll, abgelehnt wird. Angehörige der aufgelisteten Kasten glauben mit viel geringerer Häufigkeit als Brahmanen, dass die Doktrin des Karma ihre gegenwärtigen Lebensbedingungen bestimmten; stattdessen führen sie ihre Situation auf ihre Armut und auf einen ursprünglichen, mythischen Akt der Ungerechtigkeit zurück.“
Neben orthodoxen Hindus, die das Kastensystem noch heute als wünschenswerte Form des Zusammenlebens propagieren, und jenen, die Privilegien und Ausbeutung mit dem alten System legitimieren, hat es zu allen Zeiten auch hinduistische Bewegungen gegeben, die Auswüchse und Ungerechtigkeiten angeprangert und eine Überwindung der strikten Kastenschranken gefordert haben. Besonders wichtig waren dabei die Bhakti-Bewegungen, die schon seit einigen Jahrhunderten die indische Gesellschaft beeinflusst haben.
Heute wenden sich viele moderne Hindus dagegen, die grundsätzliche Gebundenheit an Kasten aufrechtzuerhalten, ebenso lehnen die meisten international bekannten, spirituellen hinduistischen Lehrer, darunter Swami Vivekananda und Paramahansa Yogananda, das Kastensystem ganz oder größtenteils ab.

### Studium des Veda durch die oberen Kasten (Varnas)
Die ersten beiden Varnas machen etwa zehn Prozent der Bevölkerung Indiens aus. Die ersten drei Varnas betrachten sich als „Zweimalgeborene“ (dvija). Damit ist gemeint, dass es nach der natürlichen Geburt noch eine „kulturelle/geistige“ Geburt gibt, die in Form eines Initiationsritus (Upanayana) für Männer vollzogen wird. Früher berechtigte nur diese „zweite Geburt“ zum Studium der heiligen Texte (Veda), heute steht dies jedem offen, im privaten und akademischen Bereich oder bei einem Guru.
Die Zugehörigkeit zu den oberen Varnas war eng gekoppelt mit Kenntnissen des Veda, der heiligen indischen Texte. Man unterschied zwischen Chaturvedi (jene, die alle vier Veden studiert hatten), Trivedi (drei Veden) und Dvivedi (zwei Veden). Dies sind heute noch häufige Familiennamen. Das Wissen und das Privileg zu dessen Weitergabe waren früher ein wichtiges Abgrenzungskriterium der ersten zu den übrigen Varnas: Das Studium der Veden betrachteten sie nicht nur als ihre Pflicht, sondern auch als ihr Vorrecht, die Weitergabe dieses Wissens an Außenstehende mit Ausnahme der „Zweimalgeborenen“ war lange Zeit tabuisiert.
Kasten konnten und können faktisch mit der Zeit aufsteigen, wenn sie sich den Verhaltensweisen, Speisevorschriften und Bildungstraditionen der oberen Kasten anpassen und diese imitieren. Für diesen Vorgang wird der Begriff Sanskritisierung verwendet. Das Kastensystem ist insofern in der Praxis flexibler als in der Theorie.

### Berufszuordnungen
Die ursprünglichen Berufszuordnungen in den Jatis sind heute weitgehend theoretischer Natur, praktisch kann jeder jeden Beruf ausüben. Lediglich ein Bruchteil der Brahmanen ist Priester. Beliebt sind Brahmanen dagegen als Köche in besseren Restaurants, da noch heute einige Höherkastige keine von Niederkastigen zubereiteten Speisen essen würden, wogegen ihre traditionellen Aufgaben, selbst das Priesteramt, in fortschrittlichen Gesellschaftsschichten heute verstärkt auch von Angehörigen anderer Varnas ausgeübt werden. Nur wenige Kshatriyas sind Soldaten. K. R. Narayanan war von 1997 bis 2002 der erste Staatspräsident, der aus einer Kaste der ehemals „Unberührbaren“ stammte; Mahatma Gandhi, der Indien in die Unabhängigkeit geführt hat, sowie der wichtige religiöse Führer Swami Vivekananda waren Vaishya.
Jedoch gibt es noch Reste ursprünglicher Berufsidentitäten auf lokaler Basis, so etwa die Dhobi oder Wäscher von Benares, wo nach wie vor eine Mehrheit der ehemals „Unberührbaren“ im Wäschereigewerbe ihren Lebensunterhalt verdient. Die traditionellen Kastenräte erfuhren hier eine Modernisierung als quasi-gewerkschaftliche Selbstorganisation.

### Nachnamen
In Indien korrelieren viele Nachnamen mit der Zugehörigkeit zu einer bestimmten Kaste. So sind beispielsweise Sharma oder Banerjee typische Namen der Priesterklasse (Brahmanen), andere Namen lassen darauf schließen, dass der Betreffende mit hoher Wahrscheinlichkeit zu den Unberührbaren (Dalit) gehört.

### Heirat
Jatis dienen nicht allein der beruflichen, sondern auch der sozialen und ethnischen Zuordnung. Sie unterscheiden sich innerhalb Indiens je nach Region erheblich. Auf indischen Websites zur Partnersuche finden sich oft Suchfunktionen nach Kastenkriterien, sowohl in Bezug auf die Varna als auch Jati. Auch wenn es im modernen Indien starke Tendenzen zur Liebesheirat gibt, und selbst arrangierte Ehen Kastenschranken überwinden, so haben doch die traditionellen Regeln ihre Bedeutung keineswegs verloren. Oft beschränken sich Subjatis bei der Partnerwahl auf bestimmte andere Subjatis, und so gibt es viele „Heiratsbündnisse“ zwischen einigen Subjatis. Ehen innerhalb von Subjatis mit demselbem Gotra, einem gemeinsamen Vorvater, werden aus Gründen der Inzestverhinderung traditionell strikt vermieden.

### Reinheit und Unreinheit
Für die Hierarchie zwischen verschiedenen Jatis spielen die Vorstellungen von Reinheit und Unreinheit eine große Rolle. Als besonders rein gelten Brahmanen, die Priesterkaste, als besonders unrein hingegen jene Jatis, die mit unreinen Berufen zu tun haben, wie zum Beispiel die Wäscher, Friseure und Müllbeseitiger. Die reinen Kasten sind bestrebt, sich möglichst von den unreinen Kasten fernzuhalten, wobei in diesem Zusammenhang auch körperliche Reinheit oder Unreinheit ein wichtiges Kriterium ist. Aus diesem Grund wird heute noch Unberührbaren oftmals der Zugang zu Tempeln verwehrt.
Allerdings ist strikte Separation nur in ländlichen Bereichen möglich, da man im städtischen Umfeld über die Kaste einer anderen Person nur informiert ist, wenn man sie persönlich oder wenigstens den Namen, ein wichtiges Kriterium der Jati, kennt. Außerdem folgt das Zusammenleben in Städten anderen Regeln als auf dem Lande, und das tägliche Leben dort macht eine stete räumliche Trennung fast unmöglich. Für das gemeinsame Essen in Betriebskantinen beispielsweise sind Kriterien wie rituelle Reinheit völlig irrelevant. Trennung findet man in Städten eher, wie überall in der Welt, nach wirtschaftlichem Status. Wer reich ist, geht mit Reichen in die Schule; wer arm ist, lebt in Armenvierteln, besucht schlechtere Schulen und hat somit auch im Berufsleben eine schlechtere Position.

### Unberührbare Kasten
Die westlichen Vorstellungen von „Kastenlosen“ (Paria) beruhen weitgehend auf veralteten Beschreibungen. Dabei ist in erster Linie das Indienbuch des französischen Missionars und Indologen Abbé Dubois zu nennen, das bis heute immer wieder kritiklos abgeschrieben wird, obwohl es schon bei seiner Entstehung vor rund zwei Jahrhunderten überholt war. Der französische Geistliche betrachtete das indische Kastenwesen als Teufelswerk und bemühte sich nicht ernsthaft, ihm gerecht zu werden. Echte „Kastenlose“ gibt es kaum. Die so genannten „Unberührbaren“ sind meist Angehörige der niedrigsten Kasten beziehungsweise Unterkasten, wovon wahrscheinlich über 3000 existieren.
Seit der indischen Unabhängigkeit werden den Angehörigen unberührbarer Kasten und der Stammesbevölkerung (Scheduled Castes und Scheduled Tribes) bestimmte Quoten bei der Besetzung von Stellen in der öffentlichen Verwaltung und im Bildungswesen zugestanden. Dies hat dazu geführt, dass in diesem Bereich Unberührbare nicht mehr benachteiligt, sondern bewusst gefördert werden. Auch in der Politik hat sich einiges verändert: Der erste Staatspräsident aus einer unberührbaren Kaste war K. R. Narayanan, der von 1997 bis 2002 amtierte.
Es hat sich aber gezeigt, dass die formale Emanzipierung von Mitgliedern niedriger Kasten noch nicht überall in dem Maße zu einer Emanzipierung im sozialen Leben beitrug.
Der in Indien auch gebräuchliche Begriff Harijan für Unberührbare stammt von Mahatma Gandhi. Er bedeutet wörtlich in etwa „Kind Gottes“ oder präziser „Vishnu-geboren“. Die offizielle Bezeichnung für Unberührbare ist Scheduled Castes. Der vom Reformer B. R. Ambedkar geprägte Begriff Dalit für Unberührbare hat eine eher kämpferische Konnotation und bedeutet „Unterdrückte, Ausgebeutete“.
Die von B. R. Ambedkar gegründete neo-buddhistische Bewegung der Dalits ist klar gegen das Kastensystem ausgerichtet. Die meisten Angehörigen des Neo-Buddhismus sind ehemalige Angehörige unberührbarer Kasten. Auch das Christentum ist bei vielen Dalits und der so genannten Stammesbevölkerung relativ stark vertreten.

### Andere benachteiligte Gruppen
1953 wurde eine Kommission eingesetzt, die neben den amtlich erfassten Stämmen und Kasten (Scheduled Tribes und Scheduled Castes, abgekürzt ST und SC) „weitere rückständige Klassen“ (Other Backward Classes, OBC) identifizieren sollte. Die Liste von 2399 other backward classes, die diese Kommission 1955 vorlegte, fand jedoch damals nicht den Zuspruch der Regierung. 1979 wurde eine zweite Kommission beauftragt, die unter dem Namen Mandal-Kommission bekannt wurde. Sie legte 1980 ihren Bericht vor, der 3743 other backward classes auflistete und Vorschläge zur Förderung dieser Gruppen beinhaltete. Diese Vorschläge wurden 1982 vom Parlament angenommen. 1990 wurde ein Memorandum erlassen, das die Reservierung von Stellen im öffentlichen Dienst für die ST, SC- und OBC-Kategorie auf insgesamt 49,5 % erhöhte (ST 7,5 %, SC 15 %). Der Versuch, die Vorschläge der Mandal-Kommission bundesweit in die Tat umzusetzen, führte jedoch zu massiven Protesten vor allem in Nordindien. Studenten der Mittelschicht demonstrierten, verbrannten sich öffentlich und zündeten Busse an. In Südindien – vor allem in Tamil Nadu – hingegen wurden die Regelungen weitgehend umgesetzt.
2006 lösten Bestrebungen, diese Regelungen auch auf die indischen Eliteuniversitäten – die IITs (Indian Institute of Technology), die IIMs (Indian Institute of Management) und das AIIMS (All India Institute of Medical Sciences) – anzuwenden, massive Proteste und Hungerstreiks aus. Diskriminierungen aufgrund der Kastenzugehörigkeit sind an diesen Universitäten heute allgegenwärtig.

#### Diskriminierung nicht-hinduistischer Kastenloser
Diese besondere Förderung der benachteiligten Kasten wurde zunächst nur den hinduistischen Kastenlosen zugestanden und später auf Buddhisten und Sikhs erweitert. Alle anderen religiösen Gruppen, darunter auch Christen und Moslems, blieben ausgeschlossen. Im Dezember 2009 präsentierte die „Nationale Kommission für religiöse und sprachliche Minderheiten“ (NCRLM) in der Lok Sabha, dem indischen Parlament, einen Bericht mit der Empfehlung zur Änderung des Gesetzes zur Förderung benachteiligter Kasten von 1950. Erstmals seit der Unabhängigkeit Indiens diskutierte das indische Parlament über die rechtliche Gleichstellung aller Kastenlosen. Inzwischen beschäftigt sich der Oberste Gerichtshof mit dem Thema.

### Christliche und muslimische Kasten in Indien
Obwohl das Christentum das Kastenwesen offiziell ablehnt, ist es unter christlichen Indern gelebte Realität, so etwa in Kerala. So gibt es selten Heiraten zwischen Angehörigen der unteren und denen der oberen Kasten. Oft sitzen sie sogar in Kirchen getrennt und selbst auf dem Friedhof werden sie auf verschiedenen Plätzen begraben.
Das jahrhundertelange Zusammenleben zwischen indischen Muslimen und Hindus hat trotz der prinzipiell auf sozialer Gleichheit aller Muslime ausgerichteten muslimischen Gesellschaftsform dazu geführt, dass sich auch unter Muslimen in Indien und Pakistan im Alltag ein Kastenwesen entwickelt hat. Besonders die Wahl der jeweiligen Ehepartner innerhalb der eigenen Kaste ist von großer Bedeutung.

### Paradoxe Erhaltung des Kastendenkens durch die staatlichen Versuche es zu überwinden
Die Politik der positiven Diskriminierung hat in Indien nach Ansicht des Wissenschaftlers Purushottam Agrawal das Kastenwesen in die Gesellschaft zementiert.
Shashi Tharoor stimmt dem partiell zu: Er selbst sei von seinen Eltern in bewusster Unkenntnis der eigenen (gehobenen) Kaste erzogen worden, mittlerweile sei aber eine Gegenbewegung zu erkennen, die die Kastenzugehörigkeit wieder viel stärker betone. Denn die Privilegierung von Dalits und OBC-Kasten etwa bei Einstellung oder Bildungszugang habe paradoxerweise dazu geführt, dass nun zunehmend Gruppen und Personen darum konkurrierten, wer vom Kastensystem früher stärker unterdrückt worden sei, um Anspruch auf stärkere Förderung heute zu haben. Das verfestige Kastenidentitäten eher als sie aufzulösen. Auch politisch könne sich die Adressierung von Kasten-Identitäten durch Wählergewinnung auszahlen. Und längst etablierte und gehobene Familien aus niedrigeren Kasten, die sozial und wirtschaftlich den Aufstieg in die Eliten geschafft hätten, profitierten weiterhin von gesetzlichen Fördermaßnahmen. Gleichzeitig bestünde neben diesen neuartigen Verschiebungen in der Privilegierung das alte Kastensystem fort, und unterdrücke insbesondere auf dem Land weiterhin die traditionell niedrigen Kasten.

## Sri Lanka
Im Kastensystem in Sri Lanka wird die Kastenzugehörigkeit nicht nur von der tamilischen Bevölkerungsgruppe beachtet, sondern auch von den buddhistischen Singhalesen, die jedoch die Kaste der Unberührbaren nicht kennen. Der Buddhismus bietet jedoch keine religiöse Legitimation des Kastensystems, wie dies beim Hinduismus der Fall ist. Es gibt aber auch keine eindeutige Opposition gegen das Kastensystem.

## Bali
Auf Bali wurde zwar das vierteilige Varnasystem übernommen, dennoch gibt es deutliche Unterschiede zum indischen Kastensystem. Auf Bali gibt es die Brahmana, Satria, Wesia und Sudra. Die Zweimalgeborenen heißen Triwangsa. In Bezug auf gesellschaftlichen Status spielt die Majapahit-Einwanderungslegende eine wichtige Rolle. Das Pendant zu der indischen Jati bildet die Dadia, die Titelgruppe. Diese Titel haben jedoch im Gegensatz zu Indien nichts mit Berufen zu tun. Im Wettbewerb um Prestige wird der relative Status einer Titelgruppe durch Zeremonien signalisiert und etabliert. Auf Bali gibt es keine Unberührbarkeit, eingeschränkte Kommensalität (gemeinsames Essen) gibt es nur in den höheren Rängen.

## Afrika
Das Kastensystem auf Madagaskar geht auf die königliche Familie der Merina zurück. Durch Christianisierung und Kolonialisierung verloren die Andriana offiziell an Einfluss. Dennoch gehören die Angehörigen des Rats der Könige und Fürsten von Madagaskar bis heute zur privilegierten Oberschicht und es gab 2011 Bestrebungen, die Monarchie wieder einzuführen.
Die frühere Gesellschaftsordnung der Dizi, einer kleinen Ethnie in Südwest-Äthiopien, wurde als striktes hierarchisches System von drei freien und drei abhängigen Kasten analysiert.

## Sonstige
Vorwiegend durch Kasten geprägte Gesellschaften sind bei einigen Volksstämmen im übertragenen Sinne anzunehmen, in der Neuzeit sonst nicht mehr vorhanden. Doch können in nach sozialen Schichten und Funktionen reich untergliederten und sehr durchlässigen – d. h. mobilen – Gesellschaften einzelne Gruppierungen ausgeprägte „Kastenzüge“ aufweisen, so zum Beispiel im Klerus, im Offiziersstand, als Kader einer Diktatur. Sie werden dann meistens als andere soziale Muster ausgedeutet.
Im 21. Jahrhundert wird der Kastenbegriff von Isabel Wilkerson in ihrem 2020 erschienenen, viel beachteten Buch Caste: The Origins of Our Discontents auch auf unsere Gesellschaft angewandt, weil diese jenseits von Rasse, Klasse oder Geschlecht ähnlich wie ein Kastensystem geprägt sei. Denn die global herrschenden Eliten grenzten und kapselten sich mithilfe eines ethnisch-sozialen Rassismus ab.
Wilkerson arbeitete folgende Herrschaftsprinzipien heraus:
- Erbfolge,
- strenge Auswahl der Zulassung bzw. Endogamie,
- Förderung harter gesellschaftlicher Hierarchien,
- angebliche Reinheit und angeborene Überlegenheit der Mitglieder,
- Entmenschlichung und Stigmatisierung der anderen,
- Gewalt und Terror zur Abgrenzung.